# Bethmale
Bethmale – miejscowość i gmina we Francji, w regionie Oksytania, w departamencie Ariège.
Według danych na rok 2018 gminę zamieszkiwały 94 osoby, a gęstość zaludnienia wynosiła 3 osób/km² (wśród 3020 gmin regionu Midi-Pireneje Bethmale plasuje się na 967. miejscu pod względem liczby ludności, natomiast pod względem powierzchni na miejscu 268.)